# Cecily Brown
Cecily Brown (ur. 1969 w Londynie) – brytyjska malarka, autorka przede wszystkim wielkoformatowych obrazów olejnych. Jej obrazy to m.in. The Girl Who Had Everything (1998), Pyjama Game (1998), Teenage Wildlife (2003), Landscape (2002/2003) i Couple (2003/2004).
W latach 1985–1987 uczęszczała do Epsom School of Art w Surrey, potem na lekcje rysunku w Morley College w Londynie i do New York Studio School. W 1993 roku ukończyła londyńską Slade School of Fine Art. 4 lata później w Nowym Jorku odbyła się jej pierwsza wystawa indywidualna. Prace artystki wystawiano od tego czasu m.in. w Hirshorn Museum and Sculpture Garden w Waszyngtonie (2002), Museo d'Arte Contemporanea w Rzymie (2003), Muzeum Narodowym Centrum Sztuki Królowej Zofii w Madrycie (2004), Whitney Museum of American Art w Nowym Jorku (2004), Modern Art Oxford (2005), Galeria Saatchi w Londynie (2005), Museum of Fine Arts w Bostonie (2006) oraz Gagosian Gallery w Londynie. Obecnie Cecily Brown mieszka i pracuje w Nowym Jorku.